# Vic-des-Prés
 Vic-des-Prés  es una población y comuna francesa, en la región de Borgoña, departamento de Côte-d'Or, en el distrito de Beaune y cantón de Bligny-sur-Ouche.

## Demografía
| 129 | 104 | 100 | 86 | 86 | 77 |
| Para los censos de 1962 a 1999 la población legal corresponde a la población sin duplicidades (Fuente: INSEE [Consultar]) |     |     |    |    |    |